# 汤东杰布

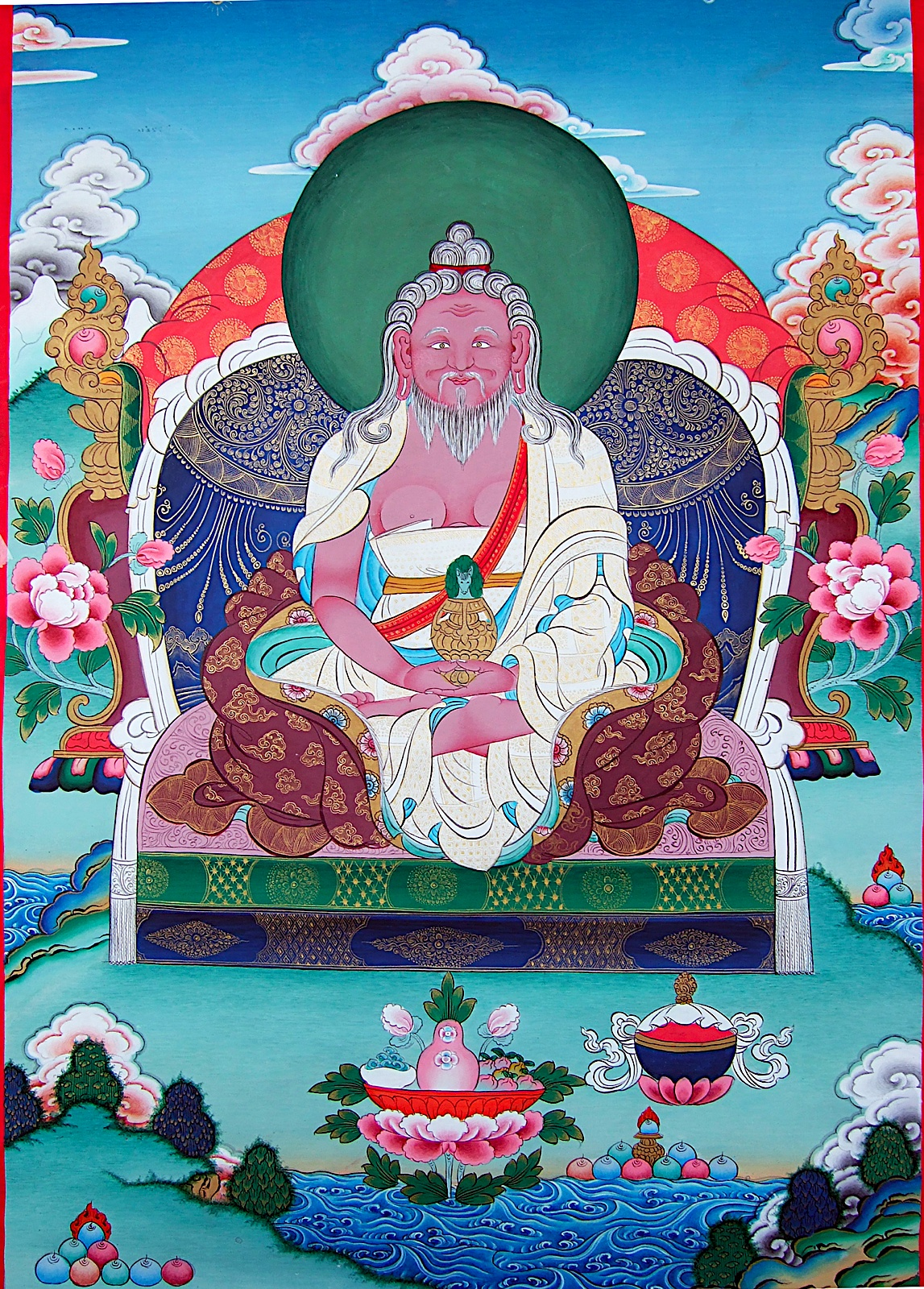
汤东杰布畫像

汤东杰布（1385年—1464年），法名尊哲桑波，為帕木竹巴的建築師、工程師、鐵匠與醫師，亦為藏传佛教噶举派僧人及藏戏祖師。其主張僧人應積極入世，消解眾生苦難，因而周遊四方，在藏地籌建數十座鐵橋、百餘座寺院，被尊為鐵橋活佛。

## 生平
汤东杰布出生于后藏昂仁，幼时出家为僧，原习宁玛派，后改宗噶举派。他对西藏造桥事业贡献颇丰，一生周游藏区各地，主持、资助建造了几十座铁索桥。期间他为募集造桥资金，还组织能歌善舞者四处演出，在经过加工改良后，成为了藏戏的前身。后世许多藏戏演员自称为“汤东甫洛”（意為「汤东弟子」），并尊其为藏戏的祖师。